# (74360) 1998 WO14
(74360) 1998 WO14 – planetoida z pasa głównego asteroid okrążająca Słońce w ciągu 4,45 lat w średniej odległości 2,7 j.a. Odkryta 21 listopada 1998 roku.